# Глоска, Захария
Захария Глоска (ивр. זכריה גלוסקא‎ род. 1894 Йемен — 19 сентября 1960 Израиль) — израильский политик, депутат кнессета от партии Ассоциация Йеменских евреев.

## Биография
Захария Глоска родился в Йемене в семье йеменских евреев, в 1909 году его семья репатриировалась в Палестину, которая в это время находилась под властью Османской империи. Помимо него в семье было ещё трое братьев и четыре сестры. Его семья поселилась в окрестностях Тель-Авива в поселении Неве-Цедек, Захария получил начальное еврейское образование в хедере. После окончания хедера, Захария Глоска работал на заводе и рабочим в садах в окрестностях Петах-Тиквы.
В 1911 году Глоска вступает в сионистское рабочее движение — «Ха-Поэль ха-Цаир», а в 1920 году становится одним из основателей Гистадрута, объединения еврейских профсоюзов в Палестине. В 1921 году он стал одним из основателей Федерации Восточной молодежи, и стал её председателем в 1925 году.
В 1922 году он был избран в Собрание представителей — еврейский представительный орган в подмандатной Палестине, где работал до 1928 года. Следующим карьерным шагом Глоски стало назначение на должность специального представителя Ассоциации йеменских евреев в США и Египте.
В 1949 году Захария Глоска возвращается в только что созданное государство Израиль и становится политическим деятелем Израиля. Он возглавляет партийный список Ассоциации йеменских евреев; на первых в истории Израиля выборах в кнессет партия получает всего один мандат и Глоска становится единственным представителем йеменцев в кнессете.
В 1951 году партийный список Ассоциации йеменских евреев возглавил Шимон Гриди и Глоска потерял мандат.
Глоска умер 19 сентября 1960 года в Монреале во время визита в Канаду с целью сбора средств на абсорбцию йеменских иммигрантов.